# Зуево (Зубцовский район)
Зуево — деревня в Зубцовском районе Тверской области России. Входит в состав Зубцовского сельского поселения. 

## География
Деревня расположена в 2 км на запад от райцентра города Зубцов. 

## История
В конце XIX — начале XX века деревня входила в состав Белогуровской волости Зубцовского уезда Тверской губернии. 
С 1929 года деревня входила в состав Ожибоковского сельсовета Зубцовского района Ржевского округа Западной области, с 1935 года — в составе Калининской области, с 1994 года — центр Зуевского сельского округа, с 2005 года — в составе Зубцовского сельского поселения.
В годы Советской власти в деревне располагалась центральная усадьба колхоза «Дружба». 

## Население
| 1859 | 1888 | 1997 | 2002 | 2010 |
| ---- | ---- | ---- | ---- | ---- |
| 74   | ↗86  | ↗211 | ↘198 | ↗202 |